# Чемпіонат НДР з хокею 1955—1956
Чемпіонат НДР з хокею 1956 — чемпіонат НДР, чемпіоном став клуб «Динамо» (Вайсвассер).

## Оберліга
| М  | Команда                   | І                   | Пер                 | Н                   | Пор                 | Ш                   | О                   |
| -- | ------------------------- | ------------------- | ------------------- | ------------------- | ------------------- | ------------------- | ------------------- |
| 1. | «Динамо» (Вайсвассер)     | 4                   | 3                   | 0                   | 1                   | 38:11               | 6                   |
| 2. | Вісмут (Карл-Маркс-Штадт) | 4                   | 2                   | 0                   | 2                   | 16:31               | 4                   |
| 3. | БСГ Айнхайт Берлін        | 4                   | 1                   | 0                   | 3                   | 11:23               | 2                   |
| 4. | ХСГ Віссеншафт Берлін     | 1відмова від участі | 1відмова від участі | 1відмова від участі | 1відмова від участі | 1відмова від участі | 1відмова від участі |

Скорочення: М = підсумкове місце, І = ігри, Пер = перемоги, Н = нічиї, Пор = поразки, Ш = закинуті та пропущені шайби, О = набрані очки
1 Команда ХСГ Віссеншафт Берлін відмовилась від участі.

## Ліга
| М  | Команда                | І  | Пер | Н | Пор | Ш      | О  |
| -- | ---------------------- | -- | --- | - | --- | ------ | -- |
| 1. | СК Мотор Берлін        | 10 | 9   | 1 | 0   | 73:17  | 19 |
| 2. | Динамо Росток          | 10 | 7   | 1 | 2   | 42:19  | 15 |
| 3. | «Динамо» (Берлін)      | 10 | 6   | 2 | 2   | 92:32  | 14 |
| 4. | БСГ Айнхайт Шенхайде   | 10 | 3   | 1 | 6   | 43:59  | 7  |
| 5. | БСГ Турбіне Кріммічау  | 10 | 1   | 2 | 7   | 23:52  | 4  |
| 6. | БСГ Віссеншафт Лейпциг | 10 | 0   | 1 | 9   | 13:107 | 1  |

Скорочення: М = підсумкове місце, І = ігри, Пер = перемоги, Н = нічиї, Пор = поразки, Ш = закинуті та пропущені шайби, О = набрані очки